# Poecile davidi
Poecile davidi là một loài chim trong họ Paridae.